# Поздняков, Кирилл Владимирович
Кири́лл Влади́мирович Поздняко́в (7 сентября 1971 года, Москва) — российский журналист, теле- и радиоведущий. Известен, главным образом, как ведущий информационных программ на телеканале НТВ.

## Биография
Родился 7 сентября 1971 года в Москве.
С 1978 по 1988 год учился в школе № 583. В 1993 году с отличием окончил филологический факультет Московского педагогического государственного института имени В. И. Ленина.

### Радио
В 1993—1994 годах работал диктором французской редакции РГТРК «Останкино». Преподавал французский язык. Публиковался в ряде печатных изданий (например, в «Московской правде»).
С 1994 по 1998 год вёл музыкальные программы на радиостанции «Радио России-Nostalgie».

### Телевидение
Трудоустроился на телевидение в 1998 году. Поздняков, работая на радио, получил предложение поучаствовать в конкурсном наборе ведущих новостей на телеканале НТВ. Первая попытка, по его мнению, оказалась провальной, вторая же обернулась удачей — кандидатуру одобрили тогдашние руководители телеканала Олег Добродеев и Евгений Киселёв. По словам Позднякова, при переходе на телевидение ему пришлось лишиться усов и бороды, по которым его узнавали коллеги по радио.
С августа 1998 по апрель 2001 года являлся постоянным ведущим утренних и дневных выпусков информационной программы «Сегодня» (НТВ).
После разгона старой команды НТВ (14 апреля 2001 года), в результате которого из штата Службы информации телекомпании одновременно ушли 107 человек, Поздняков остался работать на четвёртой кнопке, так как посчитал, что «не видит смысла уходить с НТВ из-за пресловутого давления на свободу слова». С апреля по сентябрь 2001 года он поочерёдно с Петром Марченко вёл вечерние выпуски информационной программы «Сегодня».
Утверждал:

Если что-то не понравится, то всегда смогу уйти. Но до того, как точки на i расставлены, нельзя уходить. Наша профессия — делать новости, и мы должны пробовать делать новости. Из «Газпром-Медиа» мне никто и ничего не предлагал, и я никому и ничего не должен. Еще я надеюсь, что останется дружба со старыми сотрудниками НТВ. Например, с Андреем Норкиным [его Поздняков помнит ещё по совместной работе на радио], который, к сожалению, ушёл.
16 апреля 2001 года вошёл в редакционный совет НТВ.
С осени 2001 по август 2002 года — ведущий ночных выпусков информационной программы «Сегодня» (НТВ) поочерёдно с Александром Хабаровым, затем единолично.
С сентября 2002 по февраль 2003 года вёл вечерние выпуски «Сегодня» в 22:00. Во время террористического акта на Дубровке 23-26 октября 2002 года провёл ряд экстренных выпусков новостей. Среди них и самый первый, по сути, являвшийся продолжением только что закончившегося планового. 30 января 2003 года вместо Татьяны Митковой вёл эфир «Сегодня» в 19:00, во время которого сообщил о решении выразить недоверие новому главе канала Николаю Сенкевичу.
С февраля по май 2003 года — ведущий вечерних субботних и воскресных выпусков программы «Сегодня» в 19:00. С мая 2003 по август 2005 года был ведущим дневных выпусков новостной программы «Сегодня» на НТВ, иногда заменял своих коллег в вечерних выпусках передачи. Вёл экстренный выпуск в день террористического акта в Беслане в течение 4 часов.
В 2004 году — ведущий программы «Красная стрела».
С сентября 2005 по июнь 2015 года являлся ведущим «Сегодня. Итоговой программы» на НТВ. В 2009 году как автор и ведущий программы беседовал с Президентом России Дмитрием Медведевым.
С 13 октября 2015 года по настоящее время является автором и ведущим программы в формате интервью под названием «Поздняков» на НТВ. В декабре того же года принимал участие в ежегодной беседе премьер-министра Дмитрия Медведева с журналистами российских телеканалов как журналист и ведущий НТВ.
Автор двухсерийного документального фильма «Остаться людьми» из цикла «НТВ-видение», в котором рассказывается о современных способах борьбы с болезнями и смертью, их достоинствах и недостатках. Обе серии вышли 29 сентября 2017 года.

## Награды
- Медаль ордена «За заслуги перед Отечеством» I степени (3 января 2024 года) — за заслуги в развитии средств массовой информации и многолетнюю добросовестную работу[26].
- Благодарность Президента Российской Федерации (26 июля 2021) — «за заслуги в развитии средств массовой информации и многолетнюю добросовестную работу»[27].
- Благодарность Президента Российской Федерации (23 апреля 2008) — «за информационное обеспечение и активную общественную деятельность по развитию гражданского общества в Российской Федерации»[28].

## Санкции
15 января 2023 года, из-за вторжения России на Украину, внесён в санкционный список Украины, предполагается блокировка активов на территории страны, приостановка выполнения экономических и финансовых обязательств, прекращение культурных обменов и сотрудничества, лишение украинских госнаград.